# Bergensdalens prosteri

Prosterier i Bjørgvins stift. Det röda området på kartan är Bergensdalens prosteri.

Bergensdalens prosteri (norska: Bergensdalen prosti) är ett kontrakt (prosteri, norska: prosti) i Bjørgvins stift inom Norska kyrkan. Kontraktet omfattar ett område i den mellersta delen av Bergens kommun i Vestland fylke i västra Norge.

## Socknar
Bergensdalens prosteri består av nio socknar (norska: sokn eller sogn), samtiga inom Bergens kyrkliga samfällighet (norska: Bergen kirkelige fellesråd):
- Bønes socken
- Fridalens socken
- Fyllingsdalens socken
- Landås socken
- Løvstakksidens socken
- Slettebakkens socken
- Storetveits socken
- Sælens socken
- Årstads socken